# مرمنتاو (لوئیزیانا)
مرمنتاو (به انگلیسی: Mermentau) شهری در ایالت لوئیزیانا کشور ایالات متحده آمریکا است که جمعیت آن در سرشماری سال ۲۰۱۰ میلادی، ۶۶۱ نفر بوده‌است.